# Луба (река)
Луба (фр. Loubat) — река во Франции, в Приморской Шаранте. Правый приток реки Бутон (фр.), которая впадает в Шаранту.
Имеет длину 10,8 км. Протекает через коммуны Нантийе (где находится её исток), Сент-Илер-де-Вильфранш, Аньер-ла-Жиро и Сен-Жан-д'Анжели, где находится её устье при впадении в Бутон.
Небольшая речка, часто пересыхающая летом, течёт от истока, расположенного недалеко от места под названием Ла Бордери, до Аньер-ла-Жиро на северо-западе. В Аньере её течение обогащают два фонтана. Долина Луба ориентирована на север. Река протекает через деревни Ле Мулен, Ла-Лень, Верон, Фосмань, а затем впадает в Бутон в пригороде Тайбура.